# Evita hyalinaria
Evita hyalinaria är en fjärilsart som beskrevs av Grossbeck 1908. Evita hyalinaria ingår i släktet Evita och familjen mätare. Inga underarter finns listade i Catalogue of Life.